# Chus Tudelilla
María Jesús Tudelilla Laguardia (Logroño, 1961), conocida como Chus Tudelilla, es una historiadora del arte, gestora cultural feminista española, que ejerce la crítica de arte como colaboradora en diferentes medios.

## Trayectoria
Tudelilla se doctoró en Historia del Arte. Ejerce su profesión como gestora cultural realizando el comisariado  de exposiciones desde la ciudad donde reside, Zaragoza. Desde sus inicios ha llevado a cabo un plan de actividades para fomentar el conocimiento del arte actual y generar nuevos públicos, utilizando la cultura como herramienta de conocimiento y desarrollo,  potenciando la actividad cultural de su ciudad. Su objetivo es crear un espacio de análisis, reflexión y debate sobre el arte y la cultura contemporánea, a través de dos instrumentos: la obra de arte y el ensayo. Para llevar a cabo sus objetivos crea y dirige en el año 2016 el espacio cultural denominado La Casa Amarilla. En dicho espacio se programan diferentes disciplinas, además consta de un espacio expositivo para fomentar y difundir el arte contemporáneo en la galería de arte y en la librería de ensayo.
En su compromiso feminista ha colaborado con la Asociación Cultural Nómadas por la Creación para crear un Observatorio de Género en las Artes Visuales en Aragón.

## Comisariados
Su labor de comisariado la ha desarrollado, no solo programando en el espacio que dirige, sino también colaborando con diversas  instituciones de Zaragoza, programando a artistas de diferentes períodos y temáticas tanto en exposiciones individuales como colectivas. En instituciones públicas  construyó la exposición colectiva itinerante titulada El paso a la moderna intensidad organizada por la Junta de Comunidades de Castilla-La Mancha, Fundación de Cultura y Deporte de Castilla-La Mancha, y expuesta en diferentes instituciones en el año 2009 como en la ciudad de Cuenca, Fundación Privada Antonio Saura, y en el  Museo Antiguo Convento de la Merced  de Ciudad Real.
Terrenos baldíos. Comunicado urgente contra el despilfarro’ es otra exposición celebrada en el año 2020 en el marco del programa ‘Ens declarem en estat d’emergència climática!’, en el Centro del Carmen Cultura Contemporánea (CCCC) de Valencia con los artistas Javier Almalé y Jesús Bondía, en dicha exposición, los dos artistas  presentaron los proyectos ‘Residuos’ e ‘Historias de un lugar’, con el fin de reflexionar sobre la sociedad contemporánea  en la cual su excesivo consumo conduce al despilfarro y a generar cúmulos de residuos contaminantes.

## Publicaciones
Sus colaboraciones periódicas en la sección Visor o Escenarios del Arte de El Periódico de Aragón, abarcan desde las entrevistas a la crítica. En la relación de los artículos escritos en la sección Visor por Tudelilla, se aprecia el amplio campo temático que abarca.
Mathias Goeritz Recuerdos de España 1940-1953, Prensas Universitarias de Zaragoza 2014
Entrevista con Chus Tudelilla de la Casa Amarilla. Premio AACA 2019 al mejor espacio expositivo de arte contemporáneo AACA Digitalː Revista de la Asociación Aragonesa de Críticos de Arte 1988-5180, número 52, 2020.
El Periódico de Aragón recoge numerosos artículos publicados por Tudelilla con el título "El visor  de Chus Tudelilla" en  tales como: Félix Preciado (1840-1907), fotógrafo de Huesca
Sobre las cartas que escribo y me escriben. Correspondencia de Carlos Edmundo de Ory y Mathias Goeritz / Chus Tudelilla - Registro bibliográfico.
Tudelilla, Chus. El paso a la moderna intensidad, Cuenca: Junta de Comunidades de Castilla-La Mancha, 2008. ISBN: 9788477885276.